# Glenn Howerton
Glenn Franklin Howerton III (født 13. april 1976) er en amerikansk skuespiller. Han er mest kendt fra It's Always Sunny in Philadelphia som "Dennis Reynolds" (som han også har skrevet manus og er producent for) og som "Corey Howard" i den kortvarige sitcom That 80's Show.